# El exceso y/o abuso de drogas y alcohol es perjudicial para tu salud… ¡Cuidate, nadie lo hará por vos!
El Exceso y/o Abuso de Drogas y Alcohol Es Perjudicial para tu Salud... ¡Cuídate, Nadie lo Hará por Vos! o también conocido como El Exceso, es el primer álbum de estudio de la banda de punk rock argentina Flema, fue editado por Sick Boy Records en 1994.

## Créditos
- Ricky Espinosa - voz
- Fernando Rossi - bajo
- Luichi Gribaldo - guitarra
- Pepe Carballo - batería
- Marcelo Depetro - Ingeniero de Grabación y Mezcla
- Billy Diaz - Productor artístico

## Listado de temas
Todas las letras pertenecen a Ricky Espinosa excepto donde se indica.

| N.º   | Título                     | Letras                         | Duración |  |
| 1.    | «El Blanco Cristal»        |                                | 1:49     |  |
| 2.    | «Tanto Tiempo»             |                                | 1:06     |  |
| 3.    | «Y Aún Yo Te Recuerdo»     |                                | 3:19     |  |
| 4.    | «No Da»                    | Fernando Rossi                 | 1:59     |  |
| 5.    | «Lejos de Tu Casa»         | Santiago Rossi                 | 2:07     |  |
| 6.    | «La Sangre de Tu Hermana»  |                                | 1:50     |  |
| 7.    | «Recitado»                 |                                | 0:42     |  |
| 8.    | «Metamorfosis Adolescente» | Santiago Rossi, Ricky Espinosa | 2:50     |  |
| 9.    | «Tiempo de Morir»          | Santiago Rossi                 | 1:08     |  |
| 10.   | «El Linyera»               | Gustavo Carballo               | 1:56     |  |
| 11.   | «Hombre Vicioso»           | Santiago Rossi                 | 1:11     |  |
| 12.   | «Solo Un Juego Más»        | Santiago Rossi                 | 2:24     |  |
| 13.   | «Pogo, Mosh & Slam»        |                                | 0:59     |  |
| 14.   | «Cáncer»                   |                                | 1:33     |  |
| 15.   | «Chicas Judías»            |                                | 1:44     |  |
| 16.   | «Borrachos En La Esquina»  |                                | 1:19     |  |
| 17.   | «El Sueño Americano»       |                                | 1:58     |  |
| 18.   | «Buscando Un Lugar»        |                                | 1:31     |  |
| 19.   | «Me Tengo Que Ir»          |                                | 2:06     |  |
| 20.   | «No Te Dejaré»             |                                | 2:06     |  |
| 35:37 |                            |                                |          |  |